# اگولال
اگولال (به لاتین: Aguelal) یک منطقهٔ مسکونی در نیجر است که در Agadez Region واقع شده‌است.